# 미치 게이너
미치 게이너(Mitzi Gaynor, 본명:  헝가리어: Francesca Marlene de Czanyi von Gerber, 1931년 9월 4일 ~ 2024년 10월 17일)는 미국의 배우, 재즈 가수, 무용가이다.

## 영화
- 서프라이즈 패키지(1960년)
- 남태평양(1958년) - 넬리 역
- 조커 이즈 와일드(1957년)
- 레스 걸스(1957년)
- 애니씽 고즈(1956년)
- 쇼처럼 즐거운 인생은 없다(1954년) - 케이티 도나휴 역
- 야망의 브로드웨이(1952년)
- 골든 걸(1951년)
- 마이 블루 헤븐(1950년)

## 가족
- 부모: (부) 헨리 폰 커버, (모) 폴린 피셔
- 배우자: 잭 빈(1954년 결혼, 1922년생, 2006년 사별)